# John Curtis (cầu thủ bóng đá, sinh năm 1954)
John Curtis (sinh ngày 2 tháng 9 năm 1954 ở Poulton-le-Fylde, Lancashire) là một cựu cầu thủ bóng đá người Anh. Ông thi đấu ở vị trí hậu vệ.